# Famille Le Provost de Launay
La famille Le Provost de Launay est une famille éteinte d'ancienne bourgeoisie française originaire de Bretagne qui s'est distinguée par les fonctions politiques occupées par ses membres.
Elle a été illustrée par Louis Le Provost de Launay, député puis sénateur français (1850-1912).

## Histoire
Elle ne semble pas avoir été concernée par la grande enquête sur la noblesse au XVIIe siècle. Elle n'a jamais été maintenue.
Elle semble appartenir à la haute bourgeoisie et non à la noblesse.
Elle s'est éteinte en 1957 pour les hommes et 1990 pour les femmes.

## Personnalités
- Pierre-Marie Le Provost de Launay (1785-1848), homme politique ;
- Auguste Le Provost de Launay (1823-1886), homme politique, neveu du précédent ;
- Louis Le Provost de Launay (1850-1912), homme politique, fils du précédent ;
- Gaston Le Provost de Launay (1874-1957), homme politique, cousin du précédent.

## Armoiries

D'or au lion de gueules accompagné de cinq billettes d'azur en orle 2, 2 et 1.
D'azur à un lion rampant d'argent tenant une hache du même.

## Généalogie
- Gilles Le Provost de Launay X (1668) Hélène de Pastour de Kerjean
  - Vincent-Augustin Le Provost de Launay (1691-?) X (1722)Anne Jourand de La Vieuville (1711-?)
    - Vincent-Augustin Le Provost de Launay (1759-1810) X (1782) Florentine Denis du Porzou (1768-1848)
      - Pierre-Marie Le Provost de Launay (1785-1848) X (1826) Claudine Le Pommelec (1786-1869)
      - Augustin Le Provost de Launay (1796-1851) X (1821) Élise Lenduger Fortmorel (1798-1838)
        - Élise-Marie Le Provost de Launay (1821-1910) X Louis Louyer de Villermay (1815-1870)
        - Auguste Le Provost de Launay (1823-1886) X (1849) Anne Titon (1830-1882)
          - Louis Le Provost de Launay (1850-1912) X (1876) Lucie Hersent (1853-1925)
            - Louise Le Provost de Launay (1877-1915) X (1901) Étienne Récamier (1863-1908)
            - Camille Le Provost de Launay (1879-1939) X (1903) Joseph Berjat (1869-1940)
            - Max Le Provost de Launay (1880-1954)

          - Eugénie Le Provost de Launay (1856-1865)
          - Pierre Le Provost de Launay (1866-1935) X (1900) Anne Le Féchant (1873-1935)

        - Marie Le Provost de Launay (1826-1852)

      - Augustin Le Provost de Launay (1796-1851) X (1839) Angélique Moleux (1818-1844)
        - Caroline Le Provost de Launay (1840-1845)
        - Victor Le Provost de Launay (1842-1888) X (1871) Clémence Gon (1853-1905)
          - Caroline Le Provost de Launay (1873-1873)
          - Gaston Le Provost de Launay (1874-1957) X (1899) Antoinette Bérenger (1878-1930)
            - Anne Le Provost de Launay (1900-1980) X (1920) Jacques de Froissard de Broissia, comte de Broissia (1890-1972)
            - Yvonne Le Provost de Launay (1902-1987) X (1921) Georges d'Artois (1895-1988) puis épouse Daniel Gagnebin (1917-1998) en 1955
            - Odette Le Provost de Launay (1904-1990) X (1926) Xavier de Plan de Sieyes de Veynes, comte de Veynes (1894-1941) puis épouse Bertrand de May de Termont, comte de Termont (1902-1991) en 1942

          - Marthe Le Provost de Launay (1876-1972) X (1894) Joseph Doreau (1868-1944)

        - Anna Le Provost de Launay (1844-1934) X (1865) Louis Lautour (1838-1915)

      - Augustin Le Provost de Launay (1796-1851) X (1848) Gabrielle Guézenec (1827-1901)
        - Charles Le Provost de Launay (1850-1851)

      - Marie Le Provost de Launay (1802-1887) X (1821) Joseph Guézenec (1782-1840)

  - Anne-Perronelle Le Provost de Launay X (1715) Michel Le Gualès de La Villeneuve (1691-?)